# Storia del Bhutan

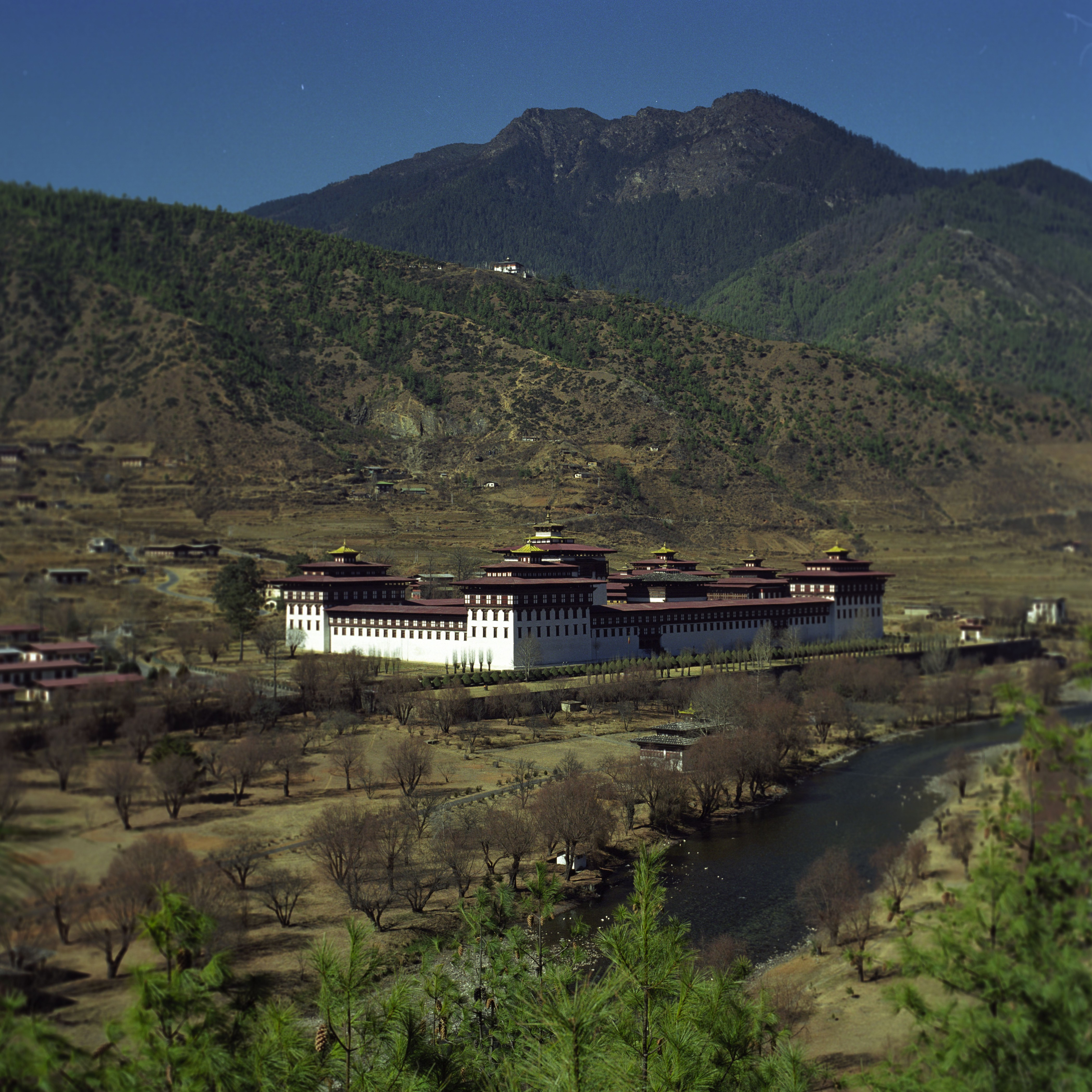
Veduta del Tashichoedzong. Questo dzong del XVII secolo sorge a nord della capitale Thimphu ed è sede dal 1952 del Governo del Bhutan.

La storia del Bhutan affonda le sue radici più profonde nella mitologia. Alcune costruzioni sembrano suggerire che i primi insediamenti fissi nella regione risalgano addirittura al XXI secolo a.C. Secondo una leggenda, intorno al VII secolo a.C. la zona fu governata da Sangaldip, un re di Cooch Behar, ma non si conosce molto sul periodo antecedente all'introduzione del Buddhismo tibetano nel IX secolo, quando i disordini in Tibet costrinsero molti monaci a fuggire in Bhutan. Nel XII secolo, fu fondata la scuola Drukpa, ancora oggi forma dominante del Buddhismo in Bhutan. La storia politica del paese è intimamente legata alla sua storia religiosa e ai rapporti tra le varie scuole monastiche e i monasteri.
Il Bhutan appartiene alla cerchia ristretta dei paesi che sono stati sempre indipendenti nel corso della loro storia, mai conquistati, occupati o governati da un potere esterno (nonostante uno status tributario nominale occasionale). Nonostante alcuni storici sostengano che abbia fatto parte del Regno di Kamarupa o dell'Impero tibetano tra il VII e il IX secolo, mancano prove certe. Dai documenti storici attualmente conosciuti e ritenuti affidabili, infatti, emerge con chiarezza il fatto che il Bhutan ha continuamente difeso la propria sovranità con successo.
Il consolidamento della sovranità bhutanese avvenne nel 1616 quando Ngawang Namgyal, un lama del Tibet occidentale onorato del titolo di Shabdrung, respinse tre invasioni tibetane, riappacificò scuole religiose rivali, codificò un complesso sistema di leggi noto come Tsa Yig, e si impose come sovrano su un sistema di amministratori ecclesiastici e civili. Dopo la sua morte, lotte intestine e guerre civili hanno eroso il potere dello Shabdrung per i successivi 200 anni. Nel 1885 Ugyen Wangchuck fu in grado di consolidare il potere e iniziò a coltivare legami più stretti con gli inglesi nel subcontinente.
Nel 1907, Ugyen Wangchuck fu eletto come sovrano ereditario del Bhutan e incoronato il 17 dicembre dello stesso anno in qualità di Druk Gyalpo (Re Drago). Tre anni dopo, il re Ugyen e gli inglesi siglarono il trattato di Punakha, in cui si prevedeva che l'India britannica non interferisse negli affari interni del Bhutan a patto di concordare con la medesima il modo di gestire le relazioni con l'estero. Quando l'India ottenne l'indipendenza nel 1947, il nuovo governo indiano riconobbe il Bhutan come paese indipendente. Nel 1949 l'India e il Bhutan firmarono il Trattato di Pace e Amicizia, che prevedeva che l'India non interferisse negli affari interni del Bhutan, ma guidasse la sua politica estera. Guidato dal 1952 dal re modernizzatore Jigme Dorji Wangchuck, il Bhutan iniziò lentamente a uscire dal suo isolamento e iniziò un programma di sviluppo pianificato. Nel giro di un ventennio furono istituite l'Assemblea Nazionale, la Royal Bhutan Army e la Corte Reale di Giustizia, insieme a un nuovo codice di leggi. Il Bhutan divenne membro delle Nazioni Unite nel 1971.
Nel 1972, Jigme Singye Wangchuck salì al trono all'età di 16 anni. Nel corso del suo mandato egli ha dato grande importanza ad un'educazione più moderna, al decentramento amministrativo, allo sviluppo dell'energia idroelettrica e del turismo e al miglioramento della vita nelle comunità rurali. Tuttavia, il motivo principale per cui egli è noto a livello mondiale risiede probabilmente nel tentativo di misurare la "felicità interna lorda". Questa specie di indicatore nasce sulla base del pensiero del sovrano, il quale si è sempre detto consapevole che lo sviluppo non include solo degli obiettivi economici, ma ha un fine molto più ampio. Soddisfatto del processo di democratizzazione in transizione del Bhutan, egli ha abdicato nel dicembre 2006, senza aspettare la promulgazione della nuova costituzione nel 2008. Suo figlio, Jigme Khesar Namgyel Wangchuck, è diventato re dopo la sua abdicazione.

## Preistoria
Alcuni oggetti di età neolitica trovati in Bhutan indicano che la regione è abitata da almeno 11.000 anni. I primi abitanti del Bhutan e delle vicine aree himalayane dell'Asia meridionale avrebbero avuto contatti con la civiltà della valle dell'Indo.

## Origini e primi insediamenti (600-1616)
Variazioni delle parole sanscrite Bhota-ant (fine di Bhot) o Bhu-uttan (altopiano) sono state suggerite dagli storici come origini del nome Bhutan, entrato nell'uso comune all'estero a partire dal tardo XIX secolo, mentre in Bhutan il nome è usato ancora oggi solo nella corrispondenza in inglese. I bhutanesi si riferiscono al loro stesso paese chiamandolo dal XVII secolo Drukyul, cioè paese dei Drukpa, un riferimento alla scuola buddhista dominante del paese, ma anche al suo simbolo per eccellenza. "Drukpa", infatti, vuol dire "popolo del drago".
Alcuni studiosi ritengono che prima del VII secolo gli abitanti fossero feroci aborigeni di montagna, i Monpa, che non appartenevano né all'etnia tibetana né a quella mongola, che in seguito invasero il nord del Bhutan. Queste popolazioni primitive praticavano una religione sciamanica, in cui si enfatizzava il culto della natura e l'esistenza di spiriti buoni e cattivi. Durante l'ultima parte di questo periodo, leggende storiche riferiscono che il potente re di Monyul invase la regione delle Dooar, sottomettendo i territori dei moderni stati indiani dell'Assam, del Bengala occidentale e del Bihar, arrivando ai confini meridionali dell'attuale Bhutan.

### L'arrivo del buddhismo
Il buddhismo fu introdotto per la prima volta in Bhutan nel VII secolo. Il re tibetano Songtsen Gampo (627-649) dopo la sua conversione alla nuova religione ordinò la costruzione di due templi buddhisti, a Bumthang e a Kyichu (vicino a Paro). Tuttavia, fu solo con Sindhu Rāja, un re indiano in esilio a Bumthang, che il buddhismo iniziò a diffondersi circa un secolo dopo nel paese.
Il buddhismo rimpiazzò ma non eliminò le antiche pratiche della religione Bön, diffuse in tutta l'area himalayana. Al contrario, il buddhismo accolse alcune delle pratiche preesistenti, favorendo anche un clima distensivo tra i vecchi e i nuovi seguaci. Mentre il paese si sviluppava nelle sue numerose valli fertili, la nuova religione maturò e divenne un elemento unificante. È proprio la letteratura buddhista di quell'epoca a fornire le prime testimonianze certe sulla storia del Bhutan.
Nel 747, un santo buddista, Padmasambhava (conosciuto in Bhutan come Guru Rimpoche e talvolta chiamato il Secondo Buddha), giunse in Bhutan dall'India su invito di uno dei numerosi re locali. Dopo aver sottomesso in segreto otto classi di demoni e aver convertito il re, Guru Rimpoche si trasferì in Tibet. Al suo ritorno, egli favorì la costruzione di nuovi monasteri nella valle di Paro e fece di Bumthang il suo quartier generale. Secondo la tradizione, fondò la setta Nyingma - anche conosciuta come "vecchia setta" o setta dei Cappelli Rossi - del Buddhismo Mahāyāna, che in quel periodo divenne la religione dominante in Bhutan. Guru Rimpoche è ancora oggi tenuto in altissima considerazione in qualità di protettore nazionale e rivelatore dei tantra, manuali che descrivono forme di devozione all'energia naturale. Da Padmasambhava in poi, l'influenza indiana è stata crescente e incontrastata fino all'arrivo delle migrazioni tibetane, che hanno introdotti nuovi elementi culturali e religiosi.
Non ci fu un governo centrale durante questo periodo. Invece, dai primi anni del IX secolo iniziarono a svilupparsi piccole monarchie indipendenti. Ciascuna era governata da un deb (re), e gran parte di questi sovrani rivendicava origini divine. Il regno di Bumthang era di gran lunga il più importante tra tutti. Nel frattempo, i monaci buddhisti tibetani avevano introdotto la loro corrente religiosa nel paese, aiutati dalle truppe mongo-tibetane che stavano lentamente popolando le valli.

### La rivalità tra le sette
Già agli inizi del X secolo lo sviluppo politico del Bhutan risultava pesantemente influenzato dalle sue sorti religiose. Dopo un periodo di declino per il buddhismo in Tibet nell'XI secolo, emersero contese tra diverse sette e scuole. I signori mongoli del Tibet e del Bhutan gestirono un gran numero di sette fino al loro declino politico nel XIV secolo. A quel tempo, la scuola Gelug o "dei Cappelli Gialli", dopo un periodo di anarchia in Tibet, divenne una potente forza che portò alla fuga in Bhutan di numerosi monaci di varie minoranze opposte. Tra questi monaci vi era il fondatore del sottogruppo Lhapa della scuola Kargyu, a cui è stata attribuita l'introduzione dell'architettura di monasteri noti come dzong. Sebbene la setta Lhapa fosse stata sconfitta dalla setta Drukpa - anch'essa parte della scuola Kargyu ma guidata dal monaco tibetano Phajo Drugom Zhigpo - continuò a fare proselitismo fino al XVII secolo. Il Drukpa si diffuse in tutto il Bhutan e alla fine divenne la forma dominante di pratica religiosa.

## Governo teocratico (1616-1907)

### Sconfitta delle invasioni tibetane (1616-1651)

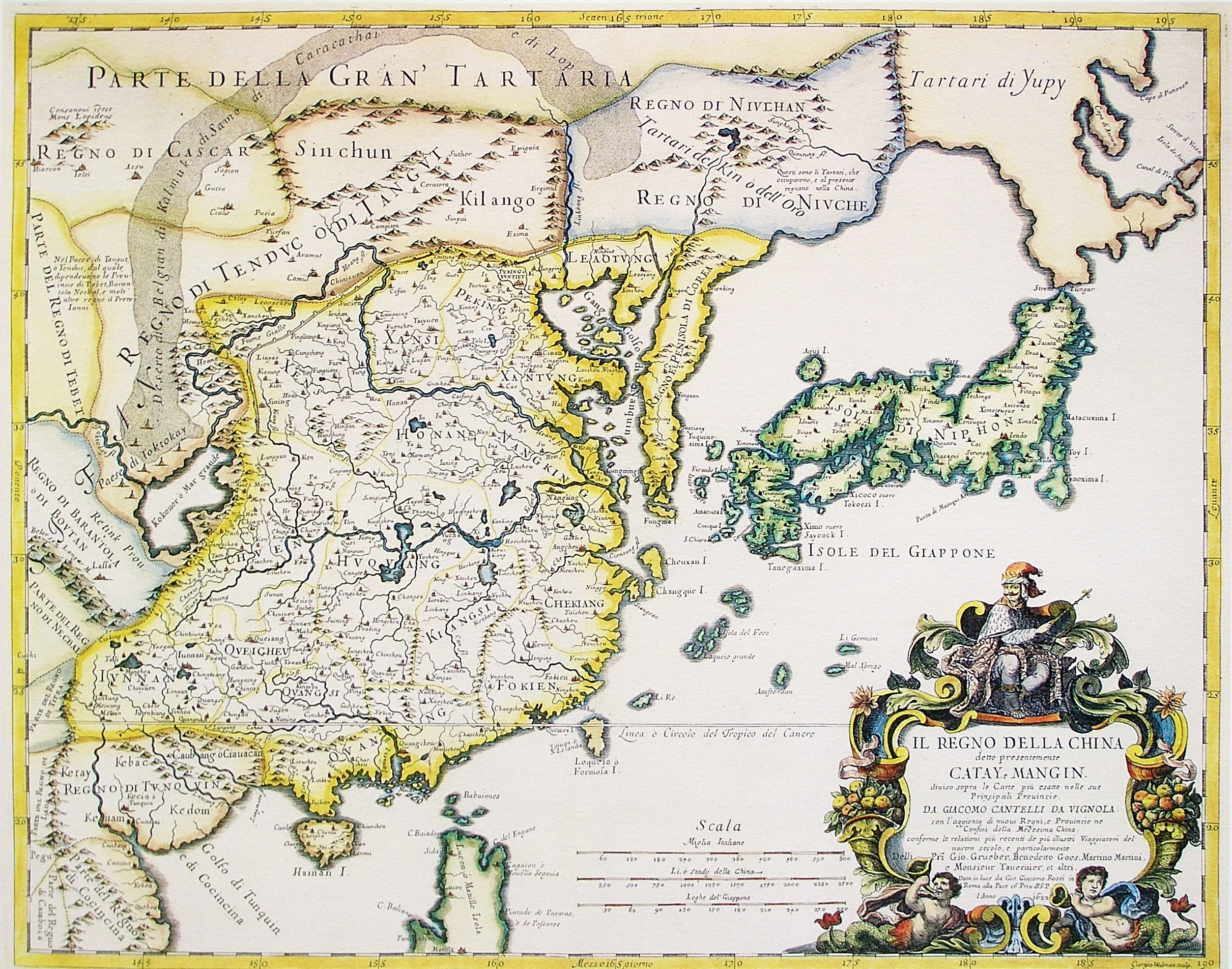
Una mappa italiana del XVII secolo mostra sul lato sinistro in azzurro il Regno di Barantola o di Boutan al confine con Nepal, Tibet, Yunnan, Sichuan e Impero Tangut.

Nel XVII secolo fu istituito un governo teocratico indipendente dall'influenza politica tibetana. Questo fu il momento in cui il Bhutan moderno iniziò a prendere forma. Il governo teocratico fu fondato da un monaco drukpa espatriato, Ngawang Namgyal, che arrivò in Bhutan nel 1616 in cerca della libertà dal dominio della setta Gelug guidata dal Dalai Lama a Lhasa. Dopo una serie di vittorie ai danni dei capi delle sottosette rivali e degli invasori tibetani, Ngawang Namgyal guadagnò il titolo onorifico di Shabdrung, diventando il leader temporale e spirituale del Bhutan. Considerato come la prima grande figura storica del Bhutan, egli unì i capi delle potenti famiglie bhutanesi in un unico paese chiamato Drukyul. Promulgò quindi un nuovo codice di leggi e realizzò una rete di dzong inespugnabili, un sistema che contribuì a ridurre i signori locali sotto il controllo di un'autorità centrale rafforzando al tempo stesso i confini esterni del paese. Molti dzong costruiti all'epoca sono ancora oggi perfettamente in funzione.
Durante la prima guerra con il Tibet, nel 1627, i gesuiti portoghesi Estêvão Cacella e João Cabral furono i primi europei a visitare il Bhutan. In viaggio verso il Tibet, questi incontrarono Ngawang Namgyal, gli regalarono armi da fuoco, polvere nera e un telescopio, e offrirono inoltre i loro servizi nella guerra contro il Tibet, ma lo Shabdrung declinò l'offerta. Dopo un soggiorno di quasi otto mesi, Cacella scrisse una lunga lettera dal monastero di Chagri in cui riportava ogni dettaglio del suo viaggio. Questo è ancora oggi uno dei pochi documenti in cui si parla dello Shabdrung.
Le armate tibetane tentarono di invadere il Bhutan intorno al 1629, nel 1631 e ancora nel 1639, sperando di limitare la popolarità di Ngawang Namgyal prima che questa si diffondesse. Nel 1634 Ngawang Namgyal sconfisse l'esercito di Karma Tenkyong nella battaglia dei Cinque Lama. Le invasioni furono vanificate, e la setta Drukpa sviluppò una forte presenza nel Bhutan occidentale e centrale, lasciando a Ngawang Namgyal il ruolo di guida suprema.
Tuttavia, i problemi del Bhutan non erano ancora finiti. Nel 1643, l'alleanza mongo-tibetana cercò di raggiungere e sopprimere i rifugiati Nyingma fuggiti in Bhutan, Sikkim e Nepal. I mongoli avevano preso il controllo del potere religioso e civile in Tibet negli anni 1630 e imposero il Gelug come religione di Stato. I rivali bhutanesi di Ngawang Namgyal cercarono di favorire l'invasione mongola, ma questa fu respinta nelle umide pianure del sud del paese. Nel 1647 un ulteriore tentativo di invasione, stavolta di matrice tibetana, fallì sul nascere.
Durante il governo di Ngawang Namgyal, l'amministrazione comprendeva un corpo monastico di stato con un capo eletto, lo Je Khenpo, e un governo civile teocratico guidato dal Druk Desi (noto anche come Deb Raja nelle fonti occidentali). Il Druk Desi era o un monaco o un membro del laicato - di solito il secondo a partire dal XIX secolo; era eletto per un mandato di tre anni, inizialmente da un consiglio monastico e successivamente dal Consiglio di Stato (Lhengye Tshokdu). Il Consiglio di Stato era un organo amministrativo centrale che comprendeva governanti regionali, i ciambellani dello Shabdrung e il Druk Desi. Col tempo, il Druk Desi passò sotto il controllo politico della fazione più potente degli amministratori regionali del Consiglio di Stato. Lo Shabdrung divenne il capo dello stato e l'autorità suprema nelle questioni religiose e civili. La sede del governo era a Thimphu, sito di uno dzong del XIII secolo, in primavera, estate e autunno. La capitale invernale era invece lo dzong di Punakha, situato a nord-est di Thimphu e fondato nel 1527. Il regno era diviso in tre regioni (est, centro e ovest), ognuna guidata da un governatore detto penlop che viveva in uno dzong particolarmente importante. Ogni regione era divisa in più distretti, e ogni distretto era governato da un ufficiale detto dzongpen che viveva invece in uno dzong di minore importanza. Generalmente, i penlop erano anche esattori delle tasse, giudici, comandanti militari e procuratori per il governo centrale. Le loro maggiori entrate provenivano dal commercio tra il Tibet e l'India e dalle tasse sulla terra.
Il governo di Ngawang Namgyal fu caratterizzato anche dall'approvazione di un corpus di leggi chiamato Tsa Yig, che descriveva il regime spirituale e civile e forniva le leggi per l'amministrazione del governo e per la condotta sociale e morale. I doveri e le virtù inerenti al Dharma buddhista (legge religiosa) giocarono un ruolo importante nel successivo codice giuridico rimasto in vigore fino agli anni 1960.

### Il post-Namgyal e i conflitti con Sikkim e Tibet (1651-1728)

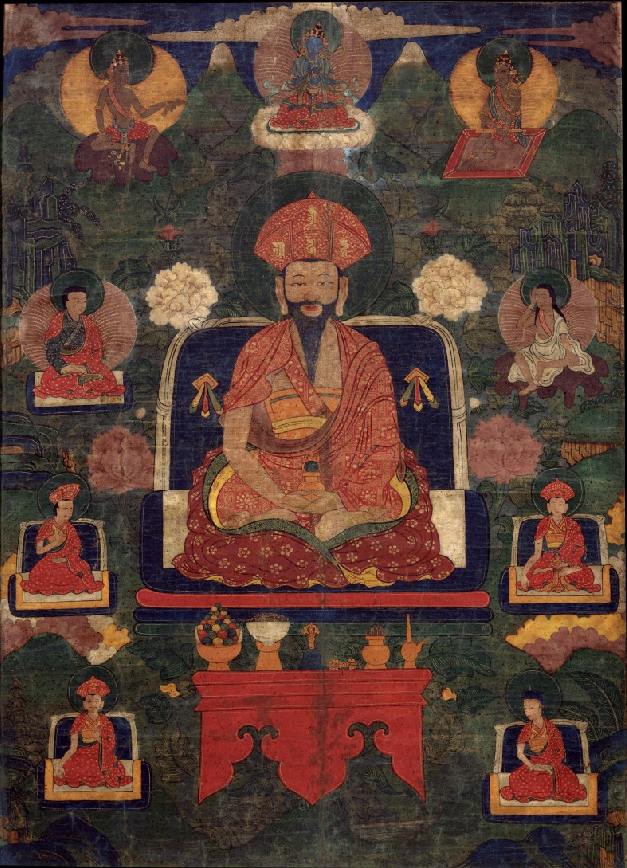
Lo Shabdrung in un dipinto del XIX secolo.

Per impedire la disgregazione del Bhutan, la morte di Ngawang Namgyal nel 1651 fu tenuta segreta per cinquantaquattro anni. Inizialmente, si disse che Ngawang Namgyal fosse andato in ritiro religioso, una pratica piuttosto comune nelle regioni himalayane all'epoca. Durante il periodo del presunto ritiro di Ngawang Namgyal, i funzionari continuarono ad essere scelti nel suo nome.
A succedergli furono il figlio e il fratellastro, rispettivamente nel 1651 e nel 1680. Entrambi arrivarono al potere ancora minorenni e pertanto agivano inizialmente sotto il controllo di reggenti religiosi e civili e raramente esercitavano l'autorità nel proprio nome. Quando divenne impossibile continuare a nascondere la morte di Namgyal, per ulteriore continuità di potere, il concetto di reincarnazione multipla del primo Shabdrung - nella forma del suo corpo, del suo discorso e della sua mente - fu invocato dallo Je Khenpo e dal Druk Desi per mantenere il potere che avevano maturato attraverso il doppio sistema di governo. L'ultima persona riconosciuta come la reincarnazione corporea di Ngawang Namgyal morì a metà del XVIII secolo, ma le reincarnazioni della parola e della mente, incarnate da individui che aderirono alla posizione di Shabdrung Rinpoche, furono riconosciute all'inizio del XX secolo. Il potere della religione di Stato è aumentato anche con un nuovo codice monastico che è rimasto in vigore fino ai primi anni 1990: l'adesione obbligatoria alla vita monastica di almeno un figlio di una famiglia con tre o più figli fu introdotta proprio alla fine del XVII secolo. Col tempo, tuttavia, il Consiglio di Stato divenne sempre più laico come il successivo Druk Desi, il penlop e lo dzongpon, e intense rivalità si svilupparono tra i penlop di Trongsa e Paro e gli dzongpon di Punakha, Thimphu e Wangdue Phodrang.
Durante il primo periodo di successione e un ulteriore consolidamento interno sotto il governo del Druk Desi, ci fu un conflitto con il Tibet e il Sikkim. L'opposizione interna al governo centrale favorì le aperture degli oppositori del Druk Desi al Tibet e al Sikkim. Negli anni 1680, il Bhutan invase il Sikkim per catturare di un signore locale ribelle. Nel 1700, il Bhutan invase di nuovo il Sikkim e nel 1714 le truppe tibetane, aiutate dalla Mongolia, invasero il Bhutan senza riuscire a ottenerne il controllo.

#### Avamposti occidentali
Durante il XVII secolo, il Bhutan mantenne strette relazioni con il Ladakh e lo sostenne nella sua guerra del 1684 con il Tibet. Il Ladakh aveva precedentemente concesso al Bhutan diverse enclavi vicino al monte Kailash nel Tibet occidentale; si trattava per lo più di monasteri della setta Drukpa e quindi cadevano sotto l'autorità dello Je Khenpo e dello Shabdrung. Queste enclavi rimasero sotto il controllo bhutanese anche dopo che il resto del Tibet occidentale passò sotto il controllo del Dalai Lama e della setta Gelugpa. Solo nel 1959 il Bhutan perse queste enclavi in seguito all'invasione cinese del Tibet. Oltre a questi avamposti in Tibet, il Bhutan controllò per un certo periodo feudi monastici in Ladakh, Zanskar e Lahaul (ora parte dell'India), così come a Lo Manthang e Dolpo (ora parte del Nepal).

### L'influenza sul principato di Cooch Behar (1728-1772)
Nonostante il fallimento delle invasioni straniere, il sistema politico interno rimase instabile. Le rivalità regionali contribuirono alla graduale disintegrazione del Bhutan nel momento in cui arrivarono i primi agenti britannici.
All'inizio del XVIII secolo, il Bhutan era riuscito ad acquisire il controllo del principato di Cooch Behar. Il raja di Cooch Behar aveva cercato assistenza dal Bhutan contro i Moghul nel 1730, ma questo favorì l'insorgere di un'influenza bhutanese sul principato. Verso la metà degli anni 1760, Thimphu considerava Cooch Behar la sua dipendenza, collocando lì una forza di guarnigione e dirigendone l'amministrazione civile. Quando il Druk Desi ordinò l'invasione del Sikkim nel 1770, le forze di Cooch Behar si unirono a quelle bhutanesi nell'offensiva. Tuttavia, due anni dopo, nel corso di una disputa per la successione al trono di Cooch Behar, il candidato proposto dal Druk Desi fu contrastato da un rivale che chiese l'intervento delle truppe britanniche. Poco dopo, Cooch Behar divenne una dipendenza della Compagnia britannica delle Indie orientali.

### I difficili rapporti con i britannici (1772-1906)

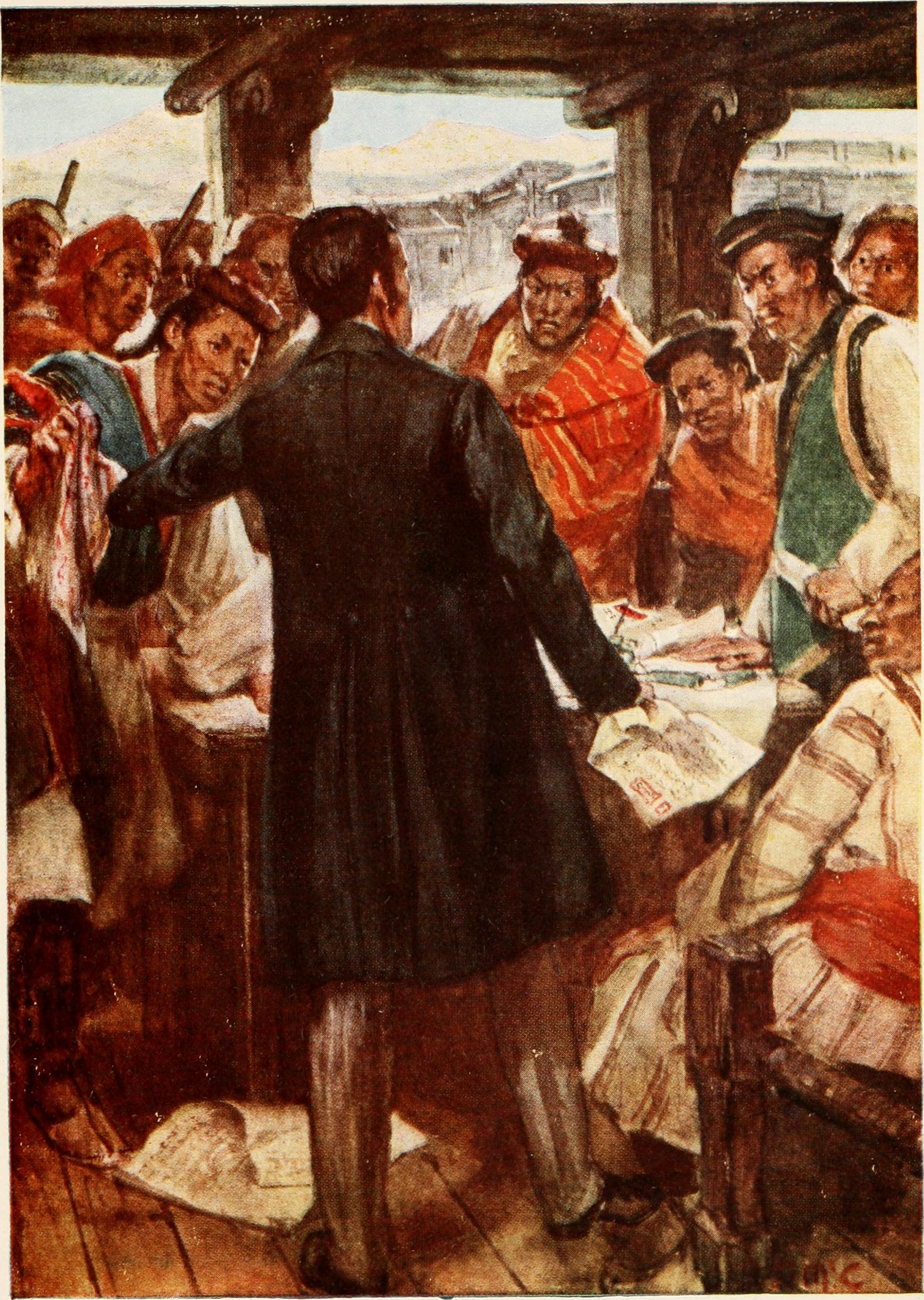
Un dipinto in cui sono rappresentate le difficili trattative a conclusione della guerra del Bhutan.

In seguito ad un accordo del principato con gli inglesi, una forza di spedizione britannica cacciò la guarnigione bhutanese da Cooch Behar e invase il Bhutan sul finire del 1772. Il Druk Desi si rivolse a Lhasa chiedendo aiuto al Panchen Lama, che all'epoca serviva come reggente per il giovane Dalai Lama. In corrispondenza con il governatore generale dell'India britannica, tuttavia, il Panchen Lama negò invece la propria assistenza e anzi tornò ad avere rivendicazioni territoriali sul Bhutan.
Non riuscendo a ricevere l'aiuto sperato dal Tibet, il Druk Desi firmò un trattato di pace con la Compagnia Britannica delle Indie Orientali il 25 aprile 1774. Il Bhutan accettò di tornare ai confini precedenti al 1730, pagando un tributo simbolico di cinque cavalli ai britannici e permettendogli di raccogliere legname all'interno del proprio territorio. Altre missioni inglesi nel paese furono effettuate nel 1776, nel 1777 e nel 1783, la qual cosa permise l'apertura di nuove rotte commerciali tra l'India britannica, il Bhutan e, per un breve periodo, il Tibet. Nel 1784, gli inglesi chiesero al Bhutan di rivedere anche i confini nella zona delle Dooar, e anche in questo caso il piccolo stato himalayano dovette accettare malvolentieri le richieste del nuovo vicino. Nonostante i contatti con il Regno Unito non fossero diretti, ormai gli inglesi erano diventati la principale minaccia per la stabilità del Bhutan, superando lo storico nemico tibetano.
Le dispute di confine finirono ben presto col minare la serenità delle relazioni anglo-bhutanesi. Per riconciliare le rispettive posizioni, nel 1787 il Bhutan mandò un diplomatico a Calcutta, mentre gli inglesi inviarono propri rappresentanti a Thimphu nel 1815 e nel 1838. La missione del 1815 si concluse con un nulla di fatto, mentre quella del 1838 partorì un trattato che prevedeva l'estradizione dei funzionari bhutanesi responsabili delle incursioni nell'Assam, il commercio libero e senza restrizioni tra l'India e il Bhutan e il consolidamento del debiti del Bhutan nei confronti della corona britannica. Nel tentativo di proteggere la sua indipendenza, il Bhutan si rifiutò di firmare l'accordo. Dopo che gli inglesi ottennero il controllo dell'Assam Occidentale nel 1826, le tensioni tra i paesi iniziarono ad aumentare mentre la Gran Bretagna esercitava la sua forza in modo sempre più violento. Il Bhutan iniziò a non pagare più i tributi che gli inglesi esigevano, aggravando la situazione che sfociò in due incursioni militari nel paese himalayano tra il 1834 e il 1835, con conseguente sconfitta per le forze del Bhutan e una temporanea perdita di parti del territorio.
Gli inglesi procedettero nel 1841 ad annettere le Dooar assamesi precedentemente controllate dal governo bhutanese, pagando un compenso di 10.000 rupie all'anno allo stesso Bhutan. L'anno successivo, il Bhutan cedette con poco dispiacere alcuni dei fastidiosi territori delle Dooar del Bengala, amministrate con difficoltà fin dal 1784.
Dopo un incontro diplomatico tra i due paesi nel 1852 a Calcutta, la situazione rimase stabile per alcuni anni, ma la prospettiva di qualche sommossa portò gli inglesi a schierare delle truppe lungo i confini. Prospettiva che in realtà si realizzò comunque qualche anno dopo, sfociando nei celebri moti indiani del 1857, quando ormai si andava verso la fine del dominio diretto della Compagnia britannica delle Indie orientali e quindi verso il governo diretto delle autorità britanniche sulla maggior parte del subcontinente indiano. Le forze armate bhutanesi saccheggiarono il Sikkim e Cooch Behar nel 1862, conquistando proprietà e denaro. Gli inglesi risposero iniziando a trattenere tutti i pagamenti compensativi pattuiti ventuno anni prima e richiedendo il rilascio di tutti i prigionieri e la restituzione dei beni rubati. Tali richieste rimasero inascoltate dal Druk Desi, che pare fosse del tutto ignaro delle azioni delle sue truppe.
All'inizio del 1864 il Regno Unito inviò una missione di pace in Bhutan, sulla scia della recente conclusione di una guerra civile. Lo dzongpen di Punakha - che era emerso vittorioso dal conflitto - aveva rotto i rapporti con il governo centrale e aveva istituito un Druk Desi rivale a quello legalmente riconosciuto, mentre il legittimo Druk Desi cercava la protezione del penlop di Paro e fu successivamente deposto. La missione britannica cercò di arrivare a una conclusione pacifica delle ostilità, ma ogni tentativo fu vano. Stanca di questa situazione che causava grande instabilità ai confini dell'India, la Gran Bretagna dichiarò guerra al Bhutan nel novembre del 1864. Il Bhutan non aveva un esercito regolare e le forze esistenti erano composte dalle guardie degli dzong armate di fucili, archi e frecce, spade, coltelli e catapulte. Alcune di queste guardie, che portavano scudi e indossavano cotte di maglia, sfidarono apertamente le forze britanniche ben equipaggiate.
La guerra durò solo cinque mesi e, nonostante alcune vittorie sul campo da parte delle forze bhutanesi, ebbe come esito la sconfitta del Bhutan, la perdita di parte del suo territorio sovrano e la cessione forzata di tutti i territori precedentemente occupati. In particolare, il trattato che pose ufficialmente fine alle ostilità, firmato a Sinchula l'11 novembre 1865, stabilì la cessione da parte del Bhutan dei territori occupati nelle Dooar assamesi e bengalesi, così come il territorio del Dewangiri nel sud-est del paese, in cambio di un sussidio annuale di 50.000 rupie. In questi passaggi di proprietà rientrò anche il territorio che avrebbe ospitato la futura Bhutan House.
Negli anni tra il 1870 e il 1890, la rinnovata inimicizia tra i rivali regionali - principalmente il ponlop pro-britannico di Trongsa e il ponlop anti-britannico e pro-tibetano di Paro - portò all'ascesa di Ugyen Wangchuck, Ponlop di Trongsa. Dalla sua base di potere nel centro del Bhutan, Ugyen Wangchuck aveva sconfitto i suoi nemici politici e unito il paese in seguito a numerose guerre civili e ribellioni, che raggiunsero il picco tra il 1882 e il 1885. La sua vittoria arrivò in un momento di grave difficoltà per il governo centrale. Il potere britannico a sud si stava estendendo rapidamente, mentre ad ovest il Tibet aveva violato il suo confine con il Sikkim, complicando notevolmente i rapporti con i britannici. Minacciato da una situazione potenzialmente molto pericolosa, il Bhutan fu chiamato a prendere decisioni geopolitiche molto importanti per la prima volta nella sua storia. Gli inglesi, cercando di compensare i potenziali progressi russi a Lhasa, volevano aprire relazioni commerciali con il Tibet. Ugyen Wangchuck, su consiglio del suo stretto collaboratore Ugyen Dorji, vide l'opportunità di assistere gli inglesi e nel 1903 si offrì volontario per accompagnare una missione britannica a Lhasa nel ruolo di mediatore. In questo modo si conquistò i favori della corona britannica, che lo nominò cavaliere e lo aiutò ad accrescere il suo potere all'interno del paese.

## Istituzione della monarchia ereditaria e primo Druk Gyalpo (1907-1926)

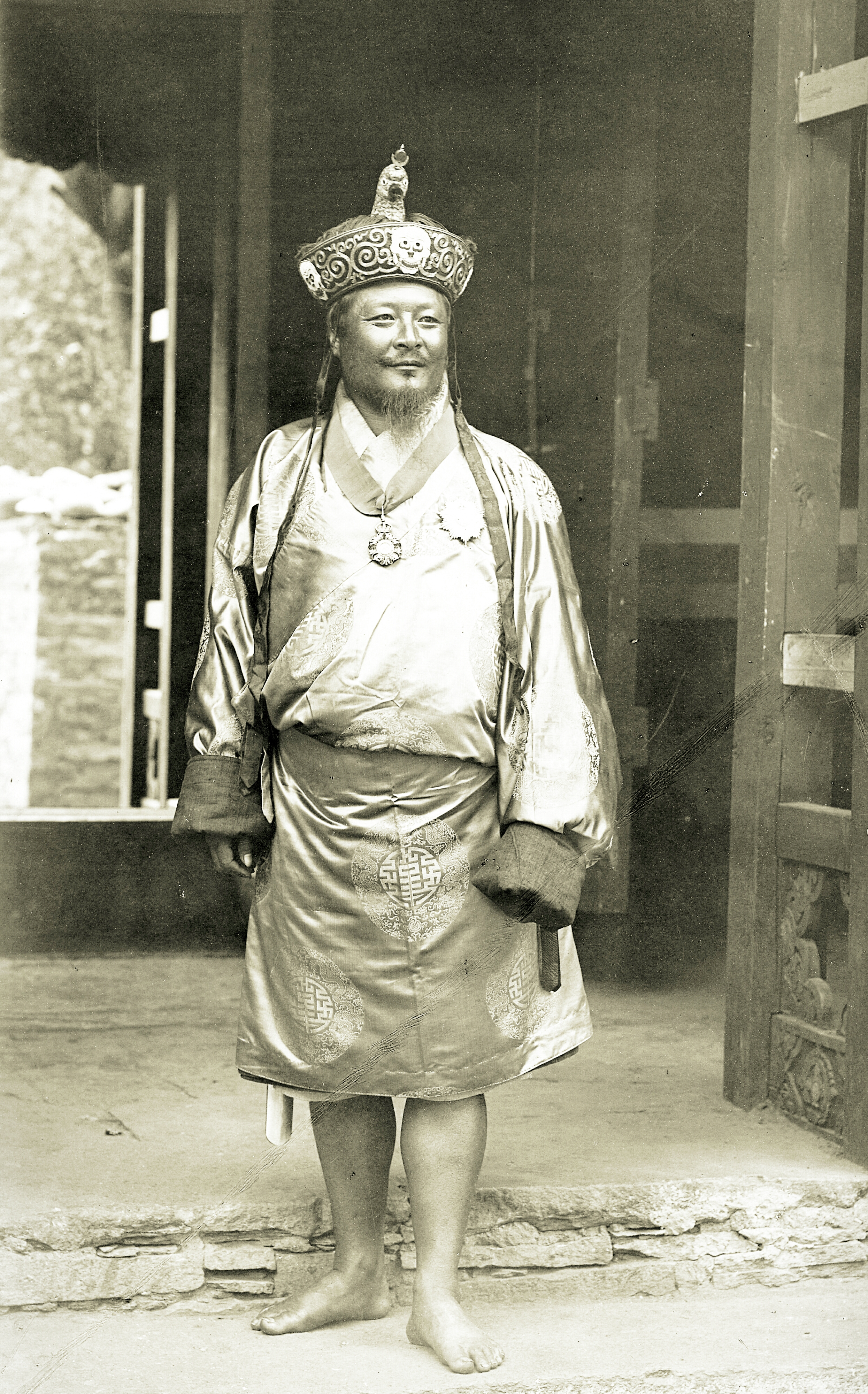
Ugyen Wangchuck, primo re del Bhutan.

L'affermazione di Ugyen Wangchuck come leader nazionale coincise con la consapevolezza che il doppio sistema di governo era ormai obsoleto e inefficace. Rimosse quindi il suo principale rivale, il penlop di Paro, e nominò al suo posto un sostenitore e un parente, un membro della famiglia filo-britannica dei Dorji. Approfittando del fatto che nel 1906 ancora non era stata trovata una reincarnazione dell'ultimo Shabdrung morto tre anni prima, Ugyen Wangchuck prese il controllo dell'amministrazione civile del paese. Alla fine, nel 1907, il cinquantaquattresimo e ultimo Druk Desi fu costretto al ritiro e, nonostante i successivi riconoscimenti delle reincarnazioni di Ngawang Namgyal, nessun altro Shabdrung fu legalmente riconosciuto.
Nel novembre dello stesso anno, un'assemblea di importanti monaci buddhisti, funzionari governativi e capi di importanti famiglie mise ufficialmente fine al doppio sistema di governo che durava da 300 anni e stabilì la nascita di una nuova monarchia assoluta. Ugyen Wangchuck fu eletto come primo Druk Gyalpo ereditario ("Re Drago") e regnò dal 1907 al 1926. L'ufficiale inglese in servizio in India John Claude White fu scelto per rappresentare gli inglesi alla cerimonia di incoronazione, della quale fu anche il fotografo ufficiale. Gli inglesi, infatti, volendo la stabilità politica sulla loro frontiera settentrionale, furono entusiasti di questo avvenimento. La famiglia Dorji divenne invece detentrice ereditaria della posizione di Gongzim (Capo Ciambellano), il principale incarico governativo.
Nel frattempo, i cinesi, preoccupati dalla presenza britannica nella regione, occuparono il Tibet nel 1910. Di fronte all'occupazione militare cinese, il Dalai Lama fuggì in India. Soddisfatta per l'esito della sua campagna, la Cina rivendicò non solo il Tibet, ma anche il Bhutan, il Nepal e il Sikkim. L'improvvisa irruzione sulla scena politica di un nuovo nemico comune portò ben presto bhutanesi e inglesi a coalizzarsi.
L'8 gennaio 1910, l'ufficiale politico e il tibetologo sir Charles Alfred Bell firmò col Bhutan il trattato di Punakha, che fondamentalmente andò a modificare due articoli di quello di Sinchula del 1865: gli inglesi accettarono di raddoppiare il loro contributo annuale a 100.000 rupie e "di non esercitare alcuna interferenza nell'amministrazione interna del Bhutan". A sua volta, il Bhutan ha accettato "di essere guidato dal consiglio del governo britannico in merito alle sue relazioni esterne". Il trattato di Punakha garantiva inoltre la difesa del Bhutan contro la Cina che, non essendo in grado di contrastare il potere britannico, abbandonò i suoi progetti e le mire sul Tibet. Il trattato assegnò anche un pezzo di terra a Motithang (Thimphu) e una stazione collinare tra Chukha e Thimphu agli inglesi, che diedero in cambio una porzione di Kalimpong al Bhutan, lì dove soorgerà la Bhutan House.
Gran parte dello sviluppo moderno del Bhutan è stato attribuito dagli storici bhutanesi al primo Druk Gyalpo. Le riforme interne riguardarono l'introduzione di scuole in stile occidentale, il miglioramento delle comunicazioni interne, l'incoraggiamento del commercio e degli affari con l'India e la rivitalizzazione del sistema monastico buddhista. Verso la fine della sua vita, Ugyen Wangchuck era preoccupato per la continuità della dinastia di famiglia, e nel 1924 ottenne la rassicurazione britannica che la famiglia Wangchuck avrebbe mantenuto la sua posizione preminente in Bhutan.

## Centralizzazione del potere (1926-1952)
Ugyen Wangchuck morì nel 1926, lasciando il trono al figlio Jigme Wangchuck, che regnò fino al 1952. Il secondo Druk Gyalpo continuò gli sforzi di centralizzazione e modernizzazione iniziati dal padre e intensificò l'attività di costruzione di scuole e strade. Durante il suo regno, i monasteri e i governi distrettuali furono sempre più sottoposti al controllo del sovrano, mentre in politica estera si rafforzò la tendenza all'isolazionismo iniziata in precedenza.
Nel frattempo, a Londra si iniziò a paventare l'ipotesi di favorire l'ingresso del Bhutan all'interno della federazione indiana, ma quando il dominio britannico sull'India terminò nel 1947, l'idea fu totalmente abbandonata. L'India ereditò dalla Gran Bretagna il ruolo di difensore de facto del Regno himalayano, mentre il Bhutan mantenne comunque il controllo sul suo governo interno. Tuttavia, passarono altri due anni prima che un accordo formale tra i due paesi riconoscesse l'indipendenza del Bhutan.
L'8 agosto 1949 Thimphu firmò infatti un Trattato di amicizia con il neonato governo indiano, con il quale veniva leggermente modificato quanto si affermava nel trattato di Punakha del 1910: gli affari esteri, precedentemente guidati dalla Gran Bretagna, dovevano essere guidati dall'India, la quale non avrebbe interferito con gli affari interni del Bhutan. L'India accettò anche di aumentare il sussidio annuale a 500.000 rupie all'anno e di restituire il Dewangiri.

## Jigme Dorji e la modernizzazione (1952-1972)

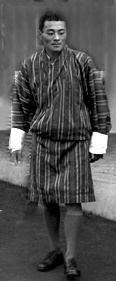
Jigme Dorji Wangchuck, il re modernizzatore.

Il terzo Druk Gyalpo, Jigme Dorji Wangchuck, salì al trono nel 1952, dando inizio a un ventennio di radicale trasformazione del suo paese, guidato da una forte spinta modernizzatrice. Tra le sue prime riforme vi fu l'istituzione dell'Assemblea nazionale - nota come Tshogdu - nel 1953, soppressa poi nel 2007 nell'ambito di una riforma costituzionale. Sebbene il Druk Gyalpo potesse ancora emettere i decreti reali e esercitare il diritto di veto sulle risoluzioni approvate dall'Assemblea nazionale, la sua istituzione fu un importante primo passo verso l'affermazione della monarchia costituzionale.
Quando i comunisti cinesi presero il controllo del Tibet nel 1951, il Bhutan chiuse la frontiera con il Tibet e si schierò con il suo potente vicino a sud. L'avvio del programma di modernizzazione fu anche una misura preventiva contro un eventuale tentativo di invasione cinese. La riforma agraria fu accompagnata dall'abolizione della schiavitù e della servitù della gleba e dalla separazione della magistratura dal ramo esecutivo del governo. Principalmente finanziato dall'India dopo l'invasione del Tibet da parte della Cina nel 1959, il programma di modernizzazione comprendeva anche la costruzione di strade che collegavano le pianure indiane con il Bhutan centrale. Una tra le prime ad essere completata nel 1962 fu quella tra Thimphu e Phuentsholing, la città di accesso via terra al confine sud-occidentale con l'India. Nel frattempo, lo dzongkha divenne ufficialmente la lingua ufficiale del Regno. Inoltre, i progetti di sviluppo includevano la creazione di istituzioni come un museo nazionale a Paro e una biblioteca nazionale, archivi nazionali e uno stadio nazionale, nonché edifici per ospitare l'Assemblea nazionale, l'Alta corte e altri enti governativi a Thimphu. La posizione di gongzim, tenuta dal 1907 dalla famiglia Dorji, fu potenziata nel 1958 a lonchen (primo ministro), titolo posseduto ancora dai Dorji. Le riforme di Jigme Dorji Wangchuck, tuttavia, pur riducendo l'autorità della monarchia assoluta, frenarono anche la tradizionale suddivisione del potere politico tra i leader regionali e rafforzarono il ruolo del governo centrale nei programmi economici e sociali.
Gli sforzi di modernizzazione proseguirono negli anni 1960 sotto la direzione del lyonchen Jigme Palden Dorji, cognato del Druk Gyalpo. Tuttavia, in questa fase emersero anche i primi contrasti con le autorità religiose, contrariate dal tentativo del re e del governo di ridurre la loro influenza sull'amministrazione civile. Nell'aprile 1964, mentre il Druk Gyalpo era in Svizzera per cure mediche, Jigme Palden Dorji fu assassinato a Phuentsholing da un caporale dell'esercito. Nei mesi successivi si scoprì che al complotto contro il Primo ministro avevano preso parte diversi soldati e ufficiali dell'esercito, tra cui Namgyal Bahadur, zio del Druk Gyalpo, che per questo motivo fu giustiziato.
L'instabilità continuò anche sotto il governo di Lhendup Dorji, fratello del premier assassinato, e non si placò nemmeno quando il fratello del Druk Gyalpo, Namgyal Wangchuck, fu scelto come capo dell'esercito. Secondo alcune fonti, alla base di questa incertezza vi fu un contrasto tra i sostenitori della monarchia Wangchuck e i fedeli della famiglia Dorji. Il problema principale, tuttavia, non era la fine o la diminuzione del potere della monarchia, ma "la piena libertà dalle interferenze indiane". Prima di tornare in Bhutan dalla Svizzera, informato di questi intrighi di palazzo in cui pare fosse coinvolto lo stesso Lhendrup, Jigme Dorji Wangchuck incontrò il segretario generale indiano e il ministro degli Esteri a Calcutta che offrirono il proprio sostegno per ristabilire l'ordine nel regno. Incapace di riconquistare la fiducia del Druk Gyalpo, Lhendup fuggì a Londra, mentre altri sostenitori dell'esercito e del governo fuggirono in Nepal e a Calcutta. Successivamente, in accordo con l'Assemblea nazionale, nel 1965 il re decise di condannare all'esilio Lhendup Dorji e altri membri della famiglia. Tuttavia, gli esuli continuarono i loro attacchi contro il Druk Gyalpo, arrivando nel luglio dello stesso anno a tentare di ucciderlo, senza ottenere successo. Non potendo contare sull'appoggio dell'India, coinvolta in una guerra col Pakistan, il sovrano perdonò i responsabili.
Nel 1966, per aumentare l'efficienza dell'amministrazione governativa, Jigme Dorji Wangchuck fece di Thimphu la capitale dello stato per tutto l'anno. Nel maggio 1968, le norme e i regolamenti completi dell'Assemblea nazionale rivedevano la base giuridica del potere conferito all'Assemblea nazionale. Il Druk Gyalpo decretò che d'ora in poi il potere sovrano, incluso il potere di rimuovere i ministri del governo e lo stesso Druk Gyalpo, sarebbe stato dell'Assemblea nazionale. Nel mese di novembre, il Druk Gyalpo rinunciò al suo diritto di veto sulle decisioni dell'Assemblea Nazionale e annunciò che avrebbe abdicato se due terzi dell'Assemblea avessero approvato un voto di sfiducia nei suoi confronti. Sebbene non abbia fatto nulla per indebolire la conservazione della dinastia Wangchuck, il Druk Gyalpo nel 1969 introdusse la possibilità - poi abolita dal suo successore - per l'Assemblea Nazionale di rinnovare o meno ogni tre anni la sua fiducia al re.
Inoltre - e forse è questa la cosa più importante - Jigme Dorji Wangchuck pose fine all'isolamento internazionale del Bhutan. Pur cercando sempre di essere formalmente neutrale e non allineato nei rapporti con la Cina e l'India, il Bhutan rafforzò i suoi legami con quest'ultima. Di conseguenza, nel 1962 il Regno himalayano aderì al Piano Colombo e nel 1966 notificò all'India il suo desiderio di diventare un membro dell'Organizzazione delle Nazioni Unite. Nel 1971, dopo aver avuto lo status di osservatore per tre anni, il Bhutan fu ammesso all'ONU. Nel tentativo di mantenere il Bhutan come Stato cuscinetto con la Cina, l'India continuò a sovvenzionare il programma di modernizzazione.
Jigme Dorji Wangchuck regnò fino alla sua morte nel luglio 1972 e a succedergli fu il figlio diciassettenne, Jigme Singye Wangchuck. Con sua madre e due sorelle maggiori come consigliere, il nuovo Druk Gyalpo fu guidato negli affari di stato. Spesso capitava di vederlo camminare normalmente per le strade, nel tentativo di rendere più popolare la monarchia. È ad una delle sue prime dichiarazioni da re che bisogna ricondurre l'invenzione della felicità interna lorda, un misuratore "non-scientifico" dello standard di vita dei cittadini. La sua incoronazione formale ebbe luogo nel giugno del 1974, e ad essa furono invitati anche i membri della famiglia Dorji esilitati. Anche questa riconciliazione però fu tutt'altro che semplice, perché tre mesi prima fu scoperto un nuovo complotto ai danni del re, ordito da membri di prim'ordine della corte reale e in cui fu di nuovo coinvolta la famiglia Dorji; furono arrestate trenta persone, tra cui alti funzionari governativi e di polizia.

## Sviluppo delle relazioni internazionali (1972-2005)
Quando nel marzo del 1971 scoppiò la guerra di liberazione bengalese, al suo termine il Bhutan fu la prima nazione a riconoscere il nuovo governo del Bangladesh, e nel 1973 furono istituite relazioni diplomatiche formali. Due anni dopo, la vicina monarchia del Sikkim, che era sopravvissuta per più di 300 anni, in seguito ad alcune consultazioni popolari divenne il ventiduesimo stato dell'India.
Per rafforzare ulteriormente la sua indipendenza e la sua posizione internazionale, il Bhutan instaurò gradualmente relazioni diplomatiche con altre nazioni e divenne membro di un numero crescente di organizzazioni regionali e internazionali. Molti dei paesi con cui il Bhutan ha stabilito relazioni hanno fornito aiuti allo sviluppo. La modernizzazione anche della vita quotidiana non fu priva di problemi e ritardi. Emblematico in tal senso il caso della televisione, arrivata nel paese soltanto nel 1999.

### La questione dei rifugiati

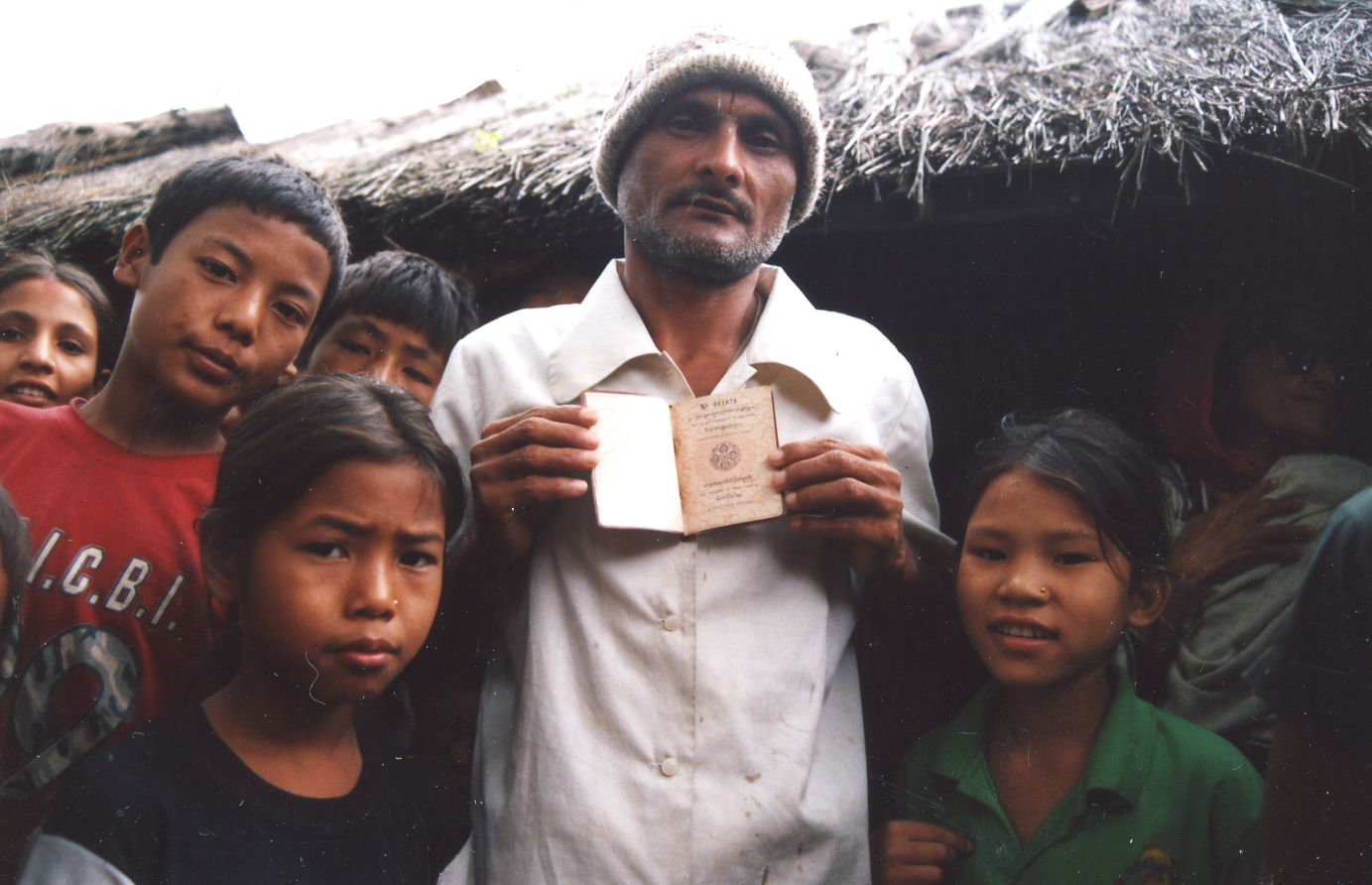
Rifugiati Lotshampa in un campo profughi delle Nazioni Unite.

Nel 1988 il Bhutan fu accusato di aver sfrattato un certo numero di residenti di lingua nepalese (i rapporti ufficiali del governo parlando di circa 5.000 contro i 100.000 delle organizzazioni internazionali) dai distretti del Bhutan meridionale, creando una grande comunità di rifugiati che ora si trova in sette campi profughi temporanei delle Nazioni Unite tra Nepal e Sikkim. I numeri effettivi furono fin da subito molto difficili da stabilire, a causa dei frequenti tentativi di fuga da questi campi alla ricerca di lavoro e condizioni di vita migliori. Pochi di quei fuggitivi sono poi tornati nei campi profughi. Di conseguenza, il numero di persone che vivevano nei campi è diminuito in modo esponenziale.
Dopo anni di negoziati con il Nepal, nel 2000 il Bhutan ha accettato in linea di principio di consentire a determinate classi di rifugiati di tornare in Bhutan. Tuttavia a livello concreto cambiò ben poco, senza che il Bhutan modificasse la propria condotta discriminatoria. Per evitare l'aggravarsi delle tensioni, molti paesi occidentali offrirono ai rifugiati il permesso di stabilirsi nei loro territori, soprattutto Stati Uniti e Australia. Circa 20.000 rifugiati bhutanesi sono stati reinsediati in questi paesi.

### Separatismo assamese
Diversi gruppi di guerriglieri che cercano di fondare uno stato assamese indipendente nel nordest dell'India hanno creato basi di guerriglia nelle foreste del sud del Bhutan, da cui hanno lanciato attacchi transfrontalieri su obiettivi sensibili nell'Assam. Il più grande gruppo di guerriglieri era l'ULFA (Fronte Unito di Liberazione dell'Assam). I negoziati volti a rimuoverli pacificamente da queste basi fallirono nella primavera del 2003. Il Bhutan si trovò allora di fronte alla necessità di rafforzare le sue forze armate per sfrattare i guerriglieri. Il 15 dicembre di quello stesso anno l'esercito bhutanese iniziò le operazioni militari in coordinamento con le forze armate indiane che fiancheggiavano il confine a sud per impedire ai guerriglieri di disperdersi nell'Assam. Fonti di notizie hanno indicato che dei 30 campi presi di mira, 13 erano controllati dall'ULFA, 12 dal Fronte nazionale democratico del Bodoland (NDFB) e 5 dall'Organizzazione per la Liberazione del Kamtapur (KLO). A gennaio, le fonti governative indicavano che i guerriglieri erano stati eliminati dalle loro basi.

## Affermazione della democrazia (2005-presente)

### La Costituzione
Il 26 marzo 2005 il re e il governo pubblicarono una bozza della prima costituzione del paese, chiedendo che ogni cittadino la leggesse e rivedesse. Fu costituito un nuovo ramo del Parlamento, il Consiglio Nazionale, costituito da 20 rappresentanti eletti da ciascuno degli dzonghag, persone selezionate dal re. Il Consiglio Nazionale fu associato con l'altra Camera già esistente, l'Assemblea Nazionale.
Secondo la Costituzione, alla monarchia viene dato un ruolo di guida nel definire la direzione per il governo fintantoché il Re dimostrerà il suo impegno e la sua capacità di salvaguardare gli interessi del regno e della sua gente.

### Il regno di Jigme Khesar Namgyel Wangchuck
Il 15 dicembre 2006 il quarto Druk Gyalpo, Sua Maestà Jigme Singye Wangchuck, abdicò e passò tutti i suoi poteri a suo figlio, il principe Jigme Khesar Namgyel Wangchuck, con l'intenzione specifica di preparare il giovane re alla trasformazione del paese in uno stato caratterizzato dallo sviluppo delle istituzioni democratiche.
In realtà, in primo momento l'abdicazione era prevista per il 2008, ma il sovrano era convinto che il nuovo re dovesse avere già una esperienza pratica come leader della nazione prima di presiedere a una trasformazione nella forma di governo del paese. Secondo il Kuensel, il precedente re dichiarò al suo gabinetto che "finché lui stesso continuava a essere re, il principe ereditario non avrebbe acquisito l'esperienza effettiva di occuparsi dei problemi e di assumersi le responsabilità di un capo. Con la democrazia parlamentare da stabilire nel 2008 c'è molto da fare, quindi è stato necessario che abbia ottenuto questa preziosa esperienza ".
Il quarto Druk Gyalpo ha inoltre affermato che:
Le prime elezioni in Bhutan per l'Assemblea Nazionale si tennero il 24 marzo 2008.

## Ulteriori letture
- (EN) Karma Phuntsho, The History of Bhutan, Nodia, Random House India, 2013, ISBN 978-81-8400-311-6.
- (EN) Sonam Kinga, Polity, Kingship, and Democracy: A biography of the Bhutaneae state, Thimphu, Ministry of Education, 2009, OCLC 477284586.